# SS La Champagne
O SS La Champagne foi um navio de passageiros francês operado pela Compagnie Générale Transatlantique e construído pela Chantiers de Penhoët em Saint-Nazaire. Foi a primeira embarcação de um grupo de quatro transatlânticos que estrearam em 1886, seguido pelo SS La Bourgogne, SS La Bretagne e SS La Gascogne. Foi lançado ao mar em 1885 e realizou sua viagem inauguram em maio do ano seguinte de Le Havre até Nova Iorque.
O La Champagne tinha um sistema de propulsão misto, empregando tanto velas quanto uma hélice, desde sua estreia até 1896, quando foi equipado com novas caldeiras, um motor de expansão quádrupla e teve dois de seus quatro mastros removidos. Ele serviu na linha para os Estados Unidos até 1905, quando foi transferido para atender o México.
Sua história foi marcada por diversos incidentes: em 1887 ele colidiu e afundou o SS Ville de Rio de Janeiro, depois em 1898 teve uma falha de máquinas no meio de uma travessia e precisou ser rebocado de volta a um porto e em 1905 colidiu com SS Desna. Por fim, em 28 de maio de 1915, o La Champagne foi pego em uma tempestade perto de Saint-Nazaire, encalhando e partindo-se em dois. A perda foi total e seus destroços foram depois desmontados e vendidos como sucata.